# Ängesholmen (Nybyn)
Ängesholmen is een onbewoond langwerpig eiland in de Zweedse Kalixälven. Het is gelegen tussen Rödupp en Nybyn. Het heeft geen oeververbinding. Het heeft een oppervlakte van ongeveer 4 hectare.